# TRIO (gen)
Protein trofunkcionog domena (engl. Triple functional domain protein) je protein koji je kod ljudi kodiran TRIO genom.

## Interakcije
TRIO (gen) formira interakcije sa filaminom i RHOA.

## Literatura
- S, Taviaux; Diriong S; Bellanger JM;  . (1997). „Assignment of TRIO, the Trio gene (PTPRF interacting) to human chromosome bands 5p 15.1-->p 14 by in situ hybridization”. Cytogenet. Cell Genet. 76 (1–2): 107—8. PMID 9154137. doi:10.1159/000134524.
- X, Liu; Wang H; Eberstadt M;  . (1998). „NMR structure and mutagenesis of the N-terminal Dbl homology domain of the nucleotide exchange factor Trio”. Cell. 95 (2): 269—77. PMID 9790533. doi:10.1016/S0092-8674(00)81757-2.
- K, Seipel; Medley QG; Kedersha NL;  . (1999). „Trio amino-terminal guanine nucleotide exchange factor domain expression promotes actin cytoskeleton reorganization, cell migration and anchorage-independent cell growth”. J. Cell. Sci. 112 (12): 1825—34. PMID 10341202.
- QG, Medley; Serra-Pagès C; Iannotti E;  . (2000). „The trio guanine nucleotide exchange factor is a RhoA target. Binding of RhoA to the trio immunoglobulin-like domain”. J. Biol. Chem. 275 (46): 36116—23. PMID 10948190. doi:10.1074/jbc.M003775200.
- JM, Bellanger; Astier C; Sardet C;  . (2001). „The Rac1- and RhoG-specific GEF domain of Trio targets filamin to remodel cytoskeletal actin”. Nat. Cell Biol. 2 (12): 888—92. PMID 11146652. doi:10.1038/35046533.
- Y, Gao; Xing J; Streuli M;  . (2002). „Trp(56) of rac1 specifies interaction with a subset of guanine nucleotide exchange factors”. J. Biol. Chem. 276 (50): 47530—41. PMID 11595749. doi:10.1074/jbc.M108865200.
- RL, Strausberg; Feingold EA; Grouse LH;  . (2003). „Generation and initial analysis of more than 15,000 full-length human and mouse cDNA sequences”. Proc. Natl. Acad. Sci. U.S.A. 99 (26): 16899—903. PMC 139241 . PMID 12477932. doi:10.1073/pnas.242603899.
- T, Ota; Suzuki Y; Nishikawa T;  . (2004). „Complete sequencing and characterization of 21,243 full-length human cDNAs”. Nat. Genet. 36 (1): 40—5. PMID 14702039. doi:10.1038/ng1285.
- Skowronek KR, Guo F, Zheng Y, Nassar N (2004). „The C-terminal basic tail of RhoG assists the guanine nucleotide exchange factor trio in binding to phospholipids”. J. Biol. Chem. 279 (36): 37895—907. PMID 15199069. doi:10.1074/jbc.M312677200.
- M, Zheng; Simon R; Mirlacher M;  . (2004). „TRIO Amplification and Abundant mRNA Expression Is Associated with Invasive Tumor Growth and Rapid Tumor Cell Proliferation in Urinary Bladder Cancer”. Am. J. Pathol. 165 (1): 63—9. PMC 1618551 . PMID 15215162. doi:10.1016/S0002-9440(10)63275-0.
- N, Yoshizuka; Moriuchi R; Mori T;  . (2004). „An alternative transcript derived from the trio locus encodes a guanosine nucleotide exchange factor with mouse cell-transforming potential”. J. Biol. Chem. 279 (42): 43998—4004. PMID 15308664. doi:10.1074/jbc.M406082200.
- DS, Gerhard; Wagner L; Feingold EA;  . (2004). „The Status, Quality, and Expansion of the NIH Full-Length cDNA Project: The Mammalian Gene Collection (MGC)”. Genome Res. 14 (10B): 2121—7. PMC 528928 . PMID 15489334. doi:10.1101/gr.2596504.
- Portales-Casamar E; Briançon-Marjollet A; Fromont S;  . (2006). „Identification of novel neuronal isoforms of the Rho-GEF Trio”. Biol. Cell. 98 (3): 183—93. PMID 16033331. doi:10.1042/BC20050009.
- WA, Tao; Wollscheid B; O'Brien R;  . (2005). „Quantitative phosphoproteome analysis using a dendrimer conjugation chemistry and tandem mass spectrometry”. Nat. Methods. 2 (8): 591—8. PMID 16094384. doi:10.1038/nmeth776.
- M, Adamowicz; Radlwimmer B; Rieker RJ;  . (2006). „Frequent amplifications and abundant expression of TRIO, NKD2, and IRX2 in soft tissue sarcomas”. Genes Chromosomes Cancer. 45 (9): 829—38. PMID 16752383. doi:10.1002/gcc.20343.
- JV, Olsen; Blagoev B; Gnad F;  . (2006). „Global, in vivo, and site-specific phosphorylation dynamics in signaling networks”. Cell. 127 (3): 635—48. PMID 17081983. doi:10.1016/j.cell.2006.09.026.
- Chhatriwala MK, Betts L, Worthylake DK, Sondek J (2007). „The DH and PH Domains of Trio Coordinately Engage Rho GTPases for their Efficient Activation”. J. Mol. Biol. 368 (5): 1307—20. PMC 1890047 . PMID 17391702. doi:10.1016/j.jmb.2007.02.060.
- RJ, Rojas; Yohe ME; Gershburg S;  . (2007). „Gαq Directly Activates p63RhoGEF and Trio via a Conserved Extension of the Dbl Homology-associated Pleckstrin Homology Domain”. J. Biol. Chem. 282 (40): 29201—10. PMC 2655113 . PMID 17606614. doi:10.1074/jbc.M703458200.